# Édicule
Un édicule est un terme d'architecture qui recouvre plusieurs petites constructions isolées dans l'espace public ou des espaces ouverts, d'emploi et de statut variés.

## Antiquité

### Égypte ancienne
Anubis, dieu de la mythologie égyptienne, est souvent représenté veillant sur un tombeau symbolisé par un édicule.

### Antiquité romaine

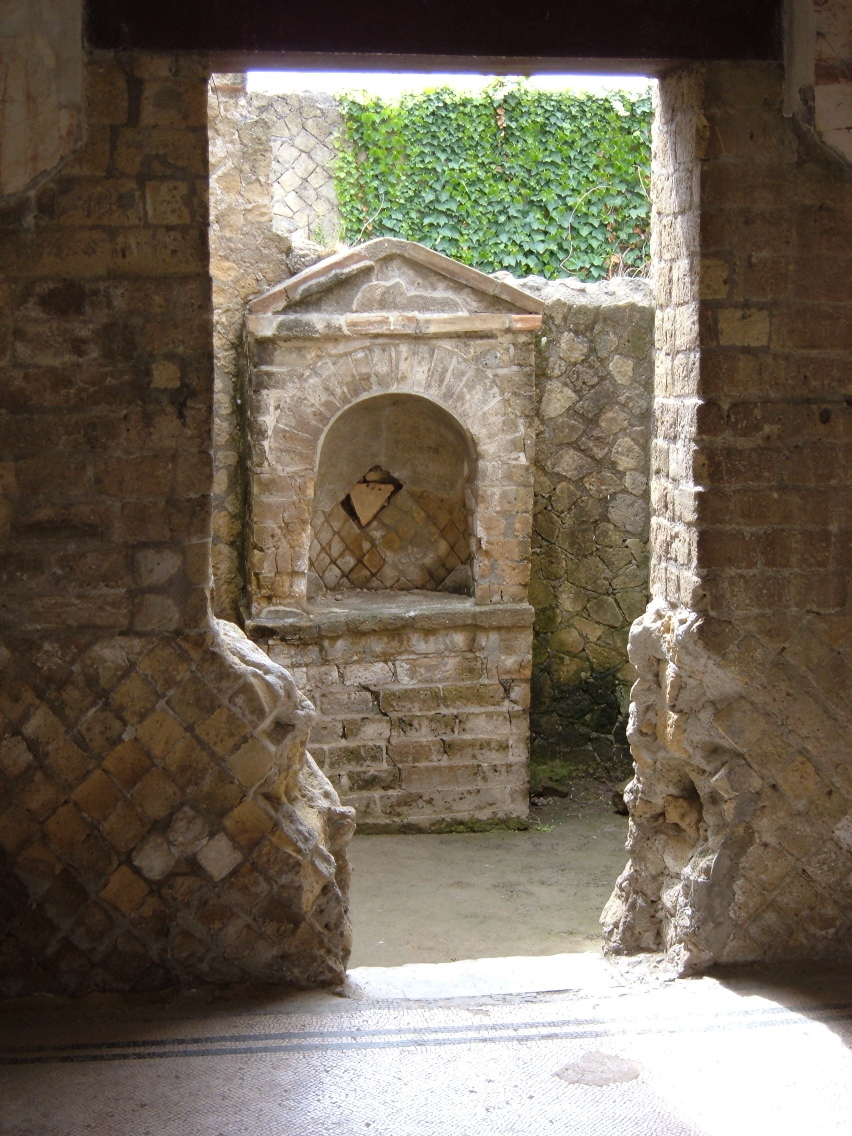
Édicule dans une maison à Herculanum.

Dans l'architecture de la Rome antique, un édicule (ædicula, nom féminin, ou ædiculum, nom neutre) est une petite construction autonome ou figurée sur un bâtiment (il s'agit d'un tabernacle, ou d'un dais composé d'un fronton porté par des colonnes), qui permet d'y loger une statue, notamment la divinité protégeant le lieu (temple, maison), ou une tombe sacrée (la tombe du Christ est protégée par un édicule au sein de l’église du Saint-Sépulcre à Jérusalem).

## Moyen Âge
Les frises romanes sont parfois ornées d'édicules ; des cathédrales, des forteresses, des constructions en miniature sont encore placées dans la main des personnages sculptés qui décorent les portails et les galeries supérieures des églises médiévales.

## Époque moderne
Au XVIIIe siècle, en urbanisme et art des jardins, édicule désigne des constructions d'agrément dans les parcs et squares, sans doute plus fermées que les pavillons et kiosques et plutôt d'inspiration antique. Naples est sans doute la ville européenne qui conserve en l'état un grand nombre d'édicules votifs ou sacrés, comme l'édicule San Gennaro.

## Période contemporaine

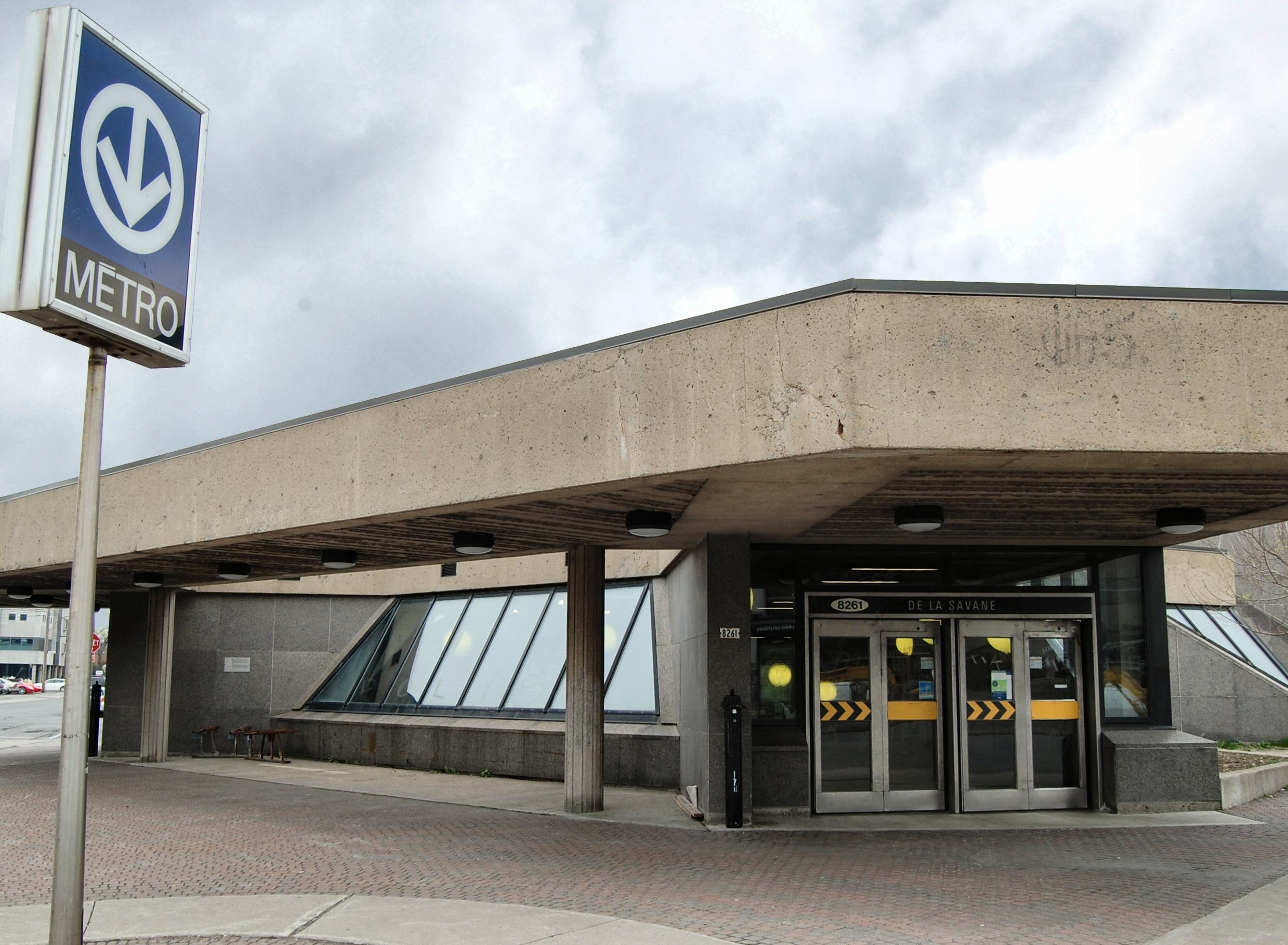
Édicule moderne de la station de métro De La Savane, à Montréal.

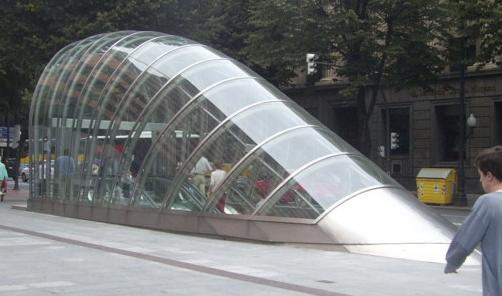
L'un des fameux fosteritos, édicules du métro de Bilbao créés par Norman Foster.

Depuis le XIXe siècle, en urbanisme, édicule désigne de petites constructions dans l'espace public urbain telles que les fontaines de rue et les vespasiennes, les colonnes mauresques (Paris) et les Litfaßsäule (Berlin), dès 1855, les colonnes Morris, les kiosques à journaux, à musique ou pour les enfants, des bouches de métro couvertes, des abris, des volumes techniques, etc. 
On retrouve l'association aux statues dans certaines, comme les fontaines Wallace. En 1878, Charles Marville produit une suite photographique intitulée Édicules établis sur la voie publique et dans les promenades. Bureaux d’omnibus, de surveillants de voitures, colonnes affiches, abris de marchés, chalets d’étalagistes, Water-Closets, fontaines, Trink-Halls, urinoirs, album qui permet de mesurer l'étendue et la variété des édicules à cette époque.
- Dans les grandes villes, les édicules protègent des intempéries les escaliers comme ceux des bouches du métro :
  - édicules Guimard : célèbres édicules Art nouveau d'Hector Guimard, qui ornent de nombreuses stations du métro de Paris. Certaines n'ont qu'un entourage  comportant les balustrades, les sigles et lampes du métro, etc. Trois d'entre elles ont un toit vitré : Porte Dauphine, Abbesses et Châtelet (sortie Sainte-Opportune). Ces dernières sont communément appelées « libellules » par les Parisiens ;
  - les stations de métro des grandes villes, surtout au centre-ville, ne possèdent pas toujours d'édicules, à cause de contraintes d'espace et de l'aménagement de bouches de métro en plein trottoir. Une exception est le métro de Montréal : compte tenu des intempéries de l'hiver montréalais, la ville de Montréal a pris la décision d'aménager presque toutes les bouches de métro dans des édicules au bord des trottoirs ou dans les façades d'édifices.

## Édicules contemporains

### Paris
- Édicule de la station Palais Royal - Musée du Louvre, le Kiosque des noctambules, conçu par Jean-Michel Othoniel.
- Édicule de verre de la station Saint-Lazare devant la gare éponyme, conçu par Jean-Marie Charpentier.